# Harry Potter và Phòng chứa Bí mật
Harry Potter và Phòng chứa Bí mật (tiếng Anh: Harry Potter and the Chamber of Secrets) là quyển thứ hai trong loạt truyện Harry Potter của J. K. Rowling. Truyện được phát hành bằng tiếng Anh tại Anh, Hoa Kỳ và nhiều nước khác vào ngày 2 tháng 7 năm 1998. Đến tháng 12 năm 2006 riêng tại Mỹ đã có khoảng 14.9 triệu bản được tiêu thụ. Bản dịch tiếng Việt được nhà văn Lý Lan dịch và xuất bản bởi Nhà xuất bản Trẻ thành 8 tập, in thành sách tháng 2 năm 2001.

## Nội dung
Harry trải qua kỳ nghỉ hè tồi tệ tại gia đình Dursley trước khi nhập học năm thứ hai tại Hogwarts. Cậu không được sử dụng pháp thuật ngoài trường học, cũng không thể gửi thư cho bạn bè vì dì dượng đã nhốt Hedwig vào lồng cả mùa hè. Tệ nhất là cậu cũng không nhận được lá thư nào từ bạn bè. Vào ngày sinh nhật thứ 12 của Harry, Dobby, một gia tinh bất ngờ xuất hiện và cảnh báo cậu sẽ gặp nguy hiểm nếu quay lại Hogwarts. Nó cũng thú nhận chính nó đã chặn tất cả thư từ từ bạn bè của Harry khiến cậu rất tức giận. Cậu quả quyết sẽ quay lại Hogwarts và giành lại những bức thư, buộc Dobby phải "chơi bẩn", phù phép chiếc bánh kem rơi thẳng xuống đầu vị khách của dượng Vernon lúc gia đình Dursley đang tiếp khách. Tất cả bị quy cho Harry, và dượng Vernon phạt cậu bằng cách lắp song sắt lên cửa sổ phòng ngủ để cậu không thể trở lại Hogwarts. Nhưng đêm hôm sau, Ron cùng hai anh trai là Fred và George đến giải cứu Harry. Cậu trải qua kỳ nghỉ hè còn lại tại Trang trại Hang Sóc, nhà của gia đình Weasley.
Đến ngày trở về trường, Harry, gia đình Wasley và Hermione đến Hẻm Xéo mua đồ dùng học tập cho Ginny - con gái út của nhà Weasley bước vào năm nhất tại Hogwarts. Họ cũng ghé qua tiệm Phú Quý và Cơ Hàn tham gia buổi ký tặng của tác giả nổi tiếng Gilderoy Lockhart, người mới đây cũng được bổ nhiệm trở thành giáo viên mới của môn Phòng chống Nghệ thuật Hắc ám tại Hogwarts. Ở đây, Harry lại gặp Draco Malfoy và cha của nó, Lucius Malfoy, quan chức cấp cao của Bộ Pháp Thuật và cũng là thành viên trong Ban Quản Trị Hogwarts. Hai cha con Malfoy tranh thủ đá đểu Harry cùng đám bạn của cậu trước khi rời đi. Khi tới nhà ga Ngã Tư Vua, một thế lực vô hình đã chặn lối vào sân ga 9¾ và khiến Harry và Ron không thể lên tàu kịp giờ. Cả hai phải dùng chiếc xe hơi bay của nhà Weasley để tự đến trường. Chuyến đi không hề êm đẹp khi Ron lái xe đâm thẳng vào cây Liễu Roi ở sân trường, và đũa phép của cậu bị gãy đôi. Chiếc xe tức giận hất văng hai cậu bé cùng hành lý rồi biến mất vào khu Rừng Cấm. Cả hai phải đối mặt với hình phạt của nhà trường. Giáo sư Snape giận dữ cho biết đã có ít nhất 7 Muggle nhìn thấy hai cậu bé lái xe bay, và đề nghị đuổi học cả hai cậu bé. Nhưng giáo sư Dumbledore và giáo sư McGonagall đã can thiệp kịp thời, và Harry và Ron chỉ bị cấm túc.
Năm học mới bắt đầu. Ông thầy Gilderoy Lockhart ngày càng chứng tỏ bản thân chỉ quan tâm đến hư danh, làm màu và vô cùng bất tài. Ông ta rất thích Harry, phần lớn là vì sự nổi tiếng của cậu, nên đã nhờ cậu giúp trả lời thư của fan vào buổi tối. Tuy nhiên, trong khi làm công việc buồn chán đó, Harry đột nhiên nghe thấy một giọng nói kỳ lạ. Cậu lần theo giọng nói và phát hiện Norris, con mèo của giám thị Argus Filch bị hóa đá, bên cạnh là dòng chữ ghi bằng máu trên tường "Phòng chứa Bí mật đã được mở. Kẻ thù của người thừa kế nên hết sức thận trọng!". Toàn trường bắt đầu sợ hãi cho rằng một con quỷ với khả năng hóa đá người khác đang rình rập quanh trường. Vài ngày sau, trong lớp Biến hình, giáo sư McGonagall phải giải thích cho đám học sinh về Phòng chứa Bí Mật. Nó được tạo ra bởi Salazar Slytherin, một trong bốn nhà sáng lập Hogwarts bên cạnh Godric Gryffindor, Helga Hufflepuff và Rowena Ravenclaw. Trước khi rời trường do mâu thuẫn với ba người còn lại, Slytherin đã tạo nên căn phòng và để lại một con quái vật ở đó. Chỉ người thừa kế của ông mới có thể mở căn phòng và giải phóng con quái vật để thanh trừng các phù thủy mang dòng máu Muggle, dòng máu mà ông cho là không trong sạch. Ngày hôm sau, trong trận Quidditch giữa Gryffindor và Slytherin, trái Bludger đột nhiên nổi điên, đuổi theo Harry và khiến cậu bị chấn thương, nhưng vẫn kịp giúp Gryffindor chiến thắng. Đêm đó, Dobby xuất hiện, thú nhận nó đã phù phép khiến Harry và Ron không thể vào ga 9¾, và khiến trái Bludger đuổi theo cậu, để cảnh báo một lần nữa. Nhưng Harry nhất quyết không nghe và đuổi Dobby đi.
Những ngày sau, các vụ tấn công dần gia tăng khiến toàn trường sợ hãi tột độ. Harry, Ron và Hermione cho rằng Draco là người thừa kế của Slytherin, nên đã bí mật điều chế thuốc Đa Dịch để cải trang thành bạn bè của Draco, hòng tiếp cận và moi móc thông tin từ nó. Phòng điều chế tạm bợ nằm trong nhà vệ sinh nữ bỏ hoang, cũng là nơi ở của hồn ma cựu học sinh là Myrtle Warren, còn được gọi là Myrtle Mít Ướt. Vài ngày sau, tại lớp đấu tay đôi do Snape và Lockhart tổ chức, Harry được xếp đấu với Draco. Draco biến ra một con rắn để tấn công Harry. Harry trong vô thức đã nói Xà Ngữ với con rắn và điều khiển nó trước mặt mọi người. Vì Xà Ngữ là khả năng chỉ có Salazar Slytherin và hậu duệ của ông sở hữu, nên toàn trường đều cho rằng Harry là người thừa kế của Slytherin, và đều tránh xa cậu.
Vào đêm Giáng SInh, Harry, Ron và Hermione cùng uống thuốc Đa Dịch để cải trang thành bạn của Draco là Crabbe, Goyle và Bulstrode. Nhưng sợi tóc mà Hermione lấy từ Bulstrode là lông mèo, nên cô bé giờ bị biến thành người mèo. Harry và Ron phải tự thân tiếp cận Draco. Tại phòng sinh hoạt chung của Nhà Slytherin, cả hai nhận ra Draco không phải là người thừa kế, và cũng không biết kẻ đó là ai. Nhưng nó vô tình cho cả hai biết về vụ án mạng tại trường 50 năm trước, khi Phòng chứa Bí mật lần đầu tiên được mở, và nạn nhân là một học sinh gốc Muggle. Draco còn xúc phạm giáo sư Dumbledore và nhục mạ Hermione, khiến Harry và Ron không giữ được bình tĩnh và suýt bị lộ, phải lập tức trốn đi khi thuốc Đa Dịch hết tác dụng. Một thời gian sau, Harry nhặt được cuốn nhật ký của một cựu học sinh là Tom Marvolo Riddle. Cậu đem nó cho bạn bè xem. Ron cho biết Tom Riddle thuộc khóa học sinh 50 năm trước và là một trong những học sinh xuất sắc nhất lịch sử Hogwarts, thậm chí được trao huy chương bởi những đóng góp đặc biệt cho trường. Buổi tối, Harry ngồi xem cuốn nhật ký thì bị cuốn vào trong, và cậu nhìn thấy ký ức 50 năm trước, thời điểm vụ án mạng mà Draco từng nhắc tới diễn ra. Cậu thấy Tom Riddle cố gắng tìm hiểu sự việc, đồng thời cáo buộc Hagrid, lúc đó là học sinh năm hai, rằng ông đã mở Phòng chứa Bí mật và giải phóng con quái vật là con nhện khổng lồ Aaragog. Chứng cứ rành rành, Hagrid bị đuổi học và không được phép sử dụng pháp thuật nữa.
Các vụ tấn công diễn ra ngày càng nhiều, số nạn nhân bị hóa đá cũng dần gia tăng, bao gồm cả Hermione. Harry và Ron tức tốc đi tìm Hagrid để tra hỏi. Nhưng chưa kịp hỏi gì thì cụ Dumbledore, Bộ trưởng Bộ Pháp Thuật Conelius Fudge và Lucius Malfoy đến lều của Hagrid và buộc tội ông đã gây ra các cuộc tấn công và áp giải đến nhà tù Azkaban. Lucius cũng thay mặt Ban Quản Trị nhà trường ra quyết định đình chỉ công tác cụ Dumbledore với lý do cụ phải chịu trách nhiệm cho sự quản lý yếu kém của mình. Hagrid trước khi bị áp giải đã kịp để lại lời nhắn với Harry và Ron hãy đi theo đàn nhện. Sau khi tất cả rời đi, Harry và Ron cùng theo đàn nhện đến gặp Aaragog, con nhện khổng lồ và là bạn thân của Hagrid. Nó tiết lộ cho cả hai sự thật vụ án mạng 50 năm trước, rằng Hagrid vô tội. Thủ phạm thật sự là con quái vật đáng sợ đến mức Aaragog và đồng loại cũng không dám nhắc đến. Aaragog sau đó ra lệnh ăn thịt hai cậu bé, nhưng chiếc xe của nhà Weasley đến giải cứu cả hai kịp thời và đưa về trường an toàn.
Hermione tuy bị hóa đá nhưng vẫn kịp để lại manh mối về con quái vật đã gây ra các cuộc tấn công là con Tử Xà khổng lồ, có thể giết chết ngay lập tức những ai tiếp xúc trực tiếp với nó bằng mắt và hóa đá nếu nhìn thấy nó gián tiếp. Ghép các chi tiết lại, Harry và Ron tìm ra nguyên nhân các nạn nhân bị hóa đá là vì họ không nhìn thẳng vào mắt con Tử Xà, mà nhìn thấy hình ảnh phản chiếu của nó. Cả hai cũng tìm ra lối vào Phòng chứa Bí mật nằm dưới bồn nước trong nhà vệ sinh nữ bỏ hoang kia, và Myrtle Mít Ướt chính là nạn nhân trong vụ án mạng 50 năm trước do đã nhìn thẳng vào mắt con Tử Xà. Lúc này, cuốn nhật ký đột nhiên biến mất, và sự căng thẳng trong trường lên đến đỉnh điểm khi mọi người tìm thấy dòng chữ bằng máu khác trên tường, và phát hiện ra Ginny đã bị đưa vào Phòng chứa Bí mật. Harry và Ron lập tức đi tìm sự giúp đỡ, nhưng phát hiện giáo sư Lockhart định bỏ trốn. Hóa ra ông ta là kẻ lừa đảo, chuyên xóa ký ức của các phù thủy khác và qua đó chiếm đoạt thành tích của họ. Cả hai kéo Lockhart và nhà vệ sinh nữ bỏ hoang, mở cánh cổng dẫn đến lối đi đến Phòng chứa Bí mật. Lockhart thừa cơ Ron không để ý đã giật lấy đũa phép của cậu và định xóa trí nhớ của hai cậu bé. Nhưng chiếc đũa vốn gần gãy đã phản ngược và xóa trí nhớ của hắn. Câu thần chú cũng khiến trần hang sụp đổ, và Harry phải tự mình đi vào trong và cậu nhìn thấy Ginny đang bất tỉnh. Trong khi Harry cố gắng cứu cô bé, ký ức của Tom Riddle 16 tuổi xuất hiện từ cuốn nhật ký. Hắn thừa nhận bản thân điều khiển Ginny mở Phòng chứa Bí mật và viết những thông điệp đãm máu lên tường. Hắn cũng thừa nhận chính hắn đã mở căn phòng 50 năm trước, giết chết Myrtle Warren và đổ lên đầu Hagrid. Hắn cũng cho Harry biết một sự thật, rằng tên của hắn, Tom Marvolo Riddle, đảo lại vị trí các chữ cái sẽ là "I am Lord Voldemort". Lúc này Harry mới biết Tom Riddle chính là Voldemort, và là hậu duệ của Salazar Slytherin. Tom cũng tiết lộ hắn đã lưu giữ ký ức của bản thân trong cuốn nhật ký, để một ngày tiếp tục công việc của tổ tiên, loại trừ những phù thủy mang dòng máu không thuần chủng, và thay thế cụ Dumbledore trở thành phù thủy vĩ đại nhất lịch sử. Fawkes, phượng hoàng của cụ Dumbledore đột nhiên xuất hiện, đưa cho Harry chiếc Nón Phân Loại. Không để cậu kịp làm gì, Tom Riddle - Voldemort gọi con Tử Xà từ trong bức tượng Salazar Slytherin để tấn công cậu. Nhưng Fawkes kịp lao tới đục nát đôi mắt chết chóc của nó. Trong lúc tìm vũ khí chiến đấu, Harry nhìn thấy thanh kiếm của Godric Gryffindor hiện ra từ chiếc Nón Phân Loại. Cậu cầm lấy thanh kiếm, trèo lên bức tượng Slytherin chiến đấu với con Tử Xà, và cậu thành công đâm vào cổ họng và kết liễu nó. Nhưng một chiếc răng nanh chứa nọc độc của con Tử Xà đã đâm vào cánh tay Harry. Cậu dùng chút sức lực còn lại, cầm chiếc răng nanh đâm vào cuốn nhật ký và ký ức của Tom Riddle vĩnh viễn biến mất. Ginny cũng tỉnh dậy từ chỗ cận kề cái chết. Harry bảo cô bé mau chóng rời khỏi, vì biết mình không sống được nữa. Nhưng Fawkes đã kịp thời cứu sống cậu bằng những giọt nước mắt thần kỳ.
Ngày hôm sau, Harry và Ron gặp cụ Dumbledore tại phòng Hiệu trưởng. Cụ xua tan nỗi băn khoăn của Harry rằng cậu đáng ra phải vào Nhà Slytherin. Cụ nói rằng thứ làm nên giá trị của một người là lựa chọn của họ chứ không phải khả năng vốn có, và chỉ có thành viên Nhà Gryffindor mới có thể rút ra thanh kiếm Gryffindor. Cụ cũng cho Harry biết vào cái đêm định mệnh khi cậu vô tình khiến Voldemort tan xác, một phần sức mạnh của hắn cũng vô tình nhập vào cơ thể cậu. Đó là lý do cậu nói được Xà Ngữ cũng như nhiều khả năng tương đồng với hắn. Lúc này, Lucius Malfoy với gương mặt rất giận dữ xuất hiện cùng Dobby. Harry lập tức hiểu ra chính Lucius đã bỏ cuốn nhật ký vào vạc của Ginny lúc gặp nhau ở Hẻm Xéo, để hãm hại gia đình Weasley. Dobby tiết lộ nó là nô lệ của nhà Malfoy, và đã cảnh báo Harry khi biết sự phản bội của họ. Để trả ơn, Harry đặt mộ chiếc tất của mình vào cuốn nhật ký, đưa lại cho Lucius, rồi ông ta đưa lại cho Dobby và nó đã tìm thấy chiếc tất. Theo luật lệ của giới phù thủy, nếu một gia tinh được chủ nhân tặng quần áo thì sẽ được tự do. Điều này khiến Lucius điên tiết, và lao tới tấn công Harry. Nhưng Dobby liền hất văng Lucius, buộc ông ta phải ra về trong sự cay cú. Harry giờ đã là ân nhân của Dobby, nhưng cậu bắt nó phải hứa rằng sẽ không cố gắng bảo vệ cậu nữa.
Cuối năm học, tất cả nạn nhân bị hóa đá đều trở lại bình thường và Hagrid cũng được thả khỏi Azkaban. Cụ Dumbledore thông báo một tin vui với tất cả học sinh, rằng mọi kỳ thi trong năm nay sẽ được hủy bỏ. Một năm học nữa khép lại, và Harry lại tạm biệt bạn bè của mình để trở về gia đình Dursley.

## Chuyển thể thành phim
Một bộ phim cùng tên của hãng Warner Bros phỏng theo quyển này đã được trình chiếu vào ngày 15 tháng 11 năm 2002.

## Phỏng theo

### Phim
Phiên bản điện ảnh của Harry Potter và Phòng chứa Bí mật được ra mắt vào năm 2002, với đạo diễn là Chris Columbus, và biên kịch là Steve Kloves. Đây trở thành bộ phim thứ 3 có doanh thu phòng vé quốc tế vượt 600 triệu USD, sau Titanic ra mắt năm 1997, và Harry Potter và Hòn đá Phù thủy năm 2001. Bộ phim đã được đề cử Giải Sao Thổ cho Bộ phim Giả tưởng hay nhất. Theo Metacritic, phiên bản điện ảnh của Harry Potter và Phòng chứa Bí mật đã nhận được "đánh giá chung tốt" với số điểm trung bình là 63%, và một hệ thống tổng hợp kết quả đánh giá khác là Rotten Tomatoes đã cho bộ phim này số điểm 82%.
Tại Việt Nam: Phim được trình chiếu trên kênh HTV3 vào ngày 17 và 24 tháng 1,2014.

### Trò chơi điện tử
Năm trò chơi điện tử độc đáo dựa trên câu chuyện của 5 nhà phát triển khác nhau đã được Electronic Arts phát hành từ 2002 đến 2003:
| Nhà phát triển             | Ngày phát hành       | Nền tảng          | Thể loại            | GameRankings | Metacritic | Ghi chú                 |
| -------------------------- | -------------------- | ----------------- | ------------------- | ------------ | ---------- | ----------------------- |
| Foundation 9 Entertainment | 14 tháng 11 năm 2002 | Microsoft Windows | Phiêu lưu/Giải đố   | 71.46%       | 77/100     |                         |
| Argonaut Games             | 14 tháng 11 năm 2002 | PlayStation       | Hành động phiêu lưu | 70.50%       | 74/100     |                         |
| Glu Mobile                 | 14 tháng 11 năm 2002 | Game Boy Color    | Điện tử nhập vai    | 77.33%       | —          |                         |
| Eurocom                    | 14 tháng 11 năm 2002 | Game Boy Advance  | Giải đố             | 73.44%       | 76/100     |                         |
| Eurocom                    | 14 tháng 11 năm 2002 | GameCube          | Phiêu lưu/Giải đố   | 73.29%       | 77/100     |                         |
| Eurocom                    | 14 tháng 11 năm 2002 | PlayStation 2     | Phiêu lưu/Giải đố   | 70.44%       | 71/100     |                         |
| Eurocom                    | 14 tháng 11 năm 2002 | Xbox              | Phiêu lưu/Giải đố   | 74.58%       | 77/100     |                         |
| Aspyr                      | 10 tháng 4 năm 2003  | MacOS             | Hành động phiêu lưu | —            | —          | Port of Windows version |